# عبد الله الحمدان (لاعب كرة قدم مواليد 1999)
عبد الله عبد الرحمن الحمدان (12 سبتمبر 1999) لاعب كرة قدم سعودي وهو ابن لاعب الشباب السابق عبد الرحمن الحمدان، يلعب في نادي الهلال، درس في مدارس الرياض ودخل أكاديمة نادي الشباب من سن مبكر ليكبر بموهبته ويصبح واحد من أفضل المواهب السعودية الصاعدة.

## إحترافه في إسبانيا
أعلنت هيئة الرياضة السعودية عن رحيل 9 لاعبين للتواجد في اسبانيا والانضمام لأندية مختلفة في الدوري الاسباني ودوري الدرجة الأولى من أجل اعدادهم لكأس العالم 2018 في روسيا.
وتتواجد المملكة العربية السعودية في المجموعة الأولى مع منتخبات روسيا ومصر وأوروجواي بالمونديال الروسي 2018.
وشهدت المملكة حضور 25 عضوا من أعضاء رابطة «لا ليجا» الإسبانية مراسم توقيع إعارة اللاعبين السعوديين، وذلك في خطوة احترافية فريدة من نوعها.
وسبق وتم الإعلان عن شراكة لتطوير الكرة السعودية بمشاركة الهيئة العامة للرياضة والاتحاد السعودي لكرة القدم ورابطة لا ليجا الإسبانية.
ومن المقرر أن يتواجد 9 لاعبين من الدوري السعودي في اعارة لنهاية الموسم مع انديتهم قبل التواجد في معسكرات المنتخب السعودي استعدادا للمونديال.
وانتقل فهد المولد لاعب الاتحاد السعودي لصفوف ليفانتي، وسالم الدوسري لصفوف فياريال، ويحيى الشهري لصفوف ليجانيس وعبد المجيد الصليهم لصفوف رايو فايكانو، ونوح الموسى لصفوف بلد الوليد.
وانضم جابر عيسى لصفوف فياريال «ب»، ومروان عثمان بليجانيس «ب»، وعبد الله الحمدان في سبورتينج خيخون، وأخيراً علي النمر لنومانسيا.

### الإنجازات

#### نادي الهلال السعودي
- 2022  كأس العالم للأندية 2022 (الميدالية الفضية)

## روابط خارجية
- عبد الله الحمدان على موقع إي إس بي إن إف سي (الإنجليزية)
- عبد الله الحمدان على موقع قاعدة بيانات كرة القدم.إي يو (الإنجليزية)
- عبد الله الحمدان على موقع ناشيونال فوتبول تيمز (الإنجليزية)
- عبد الله الحمدان على موقع Soccerway.com (الإنجليزية)
- عبد الله الحمدان على موقع عالم كرة القدم.نت (الإنجليزية)
- عبد الله الحمدان على موقع كووورة
- عبد الله الحمدان على موقع أوليمبيديا (الإنجليزية)